# Charles Gir
Pour les articles homonymes, voir Gir.
Charles-Félix Girard, dit Charles Gir ou Ch. Gir, est un artiste peintre, sculpteur, dessinateur, affichiste et caricaturiste français, né le 1er novembre 1883 à Tours, mort le 22 mars 1941 à Bordeaux.

## Biographie

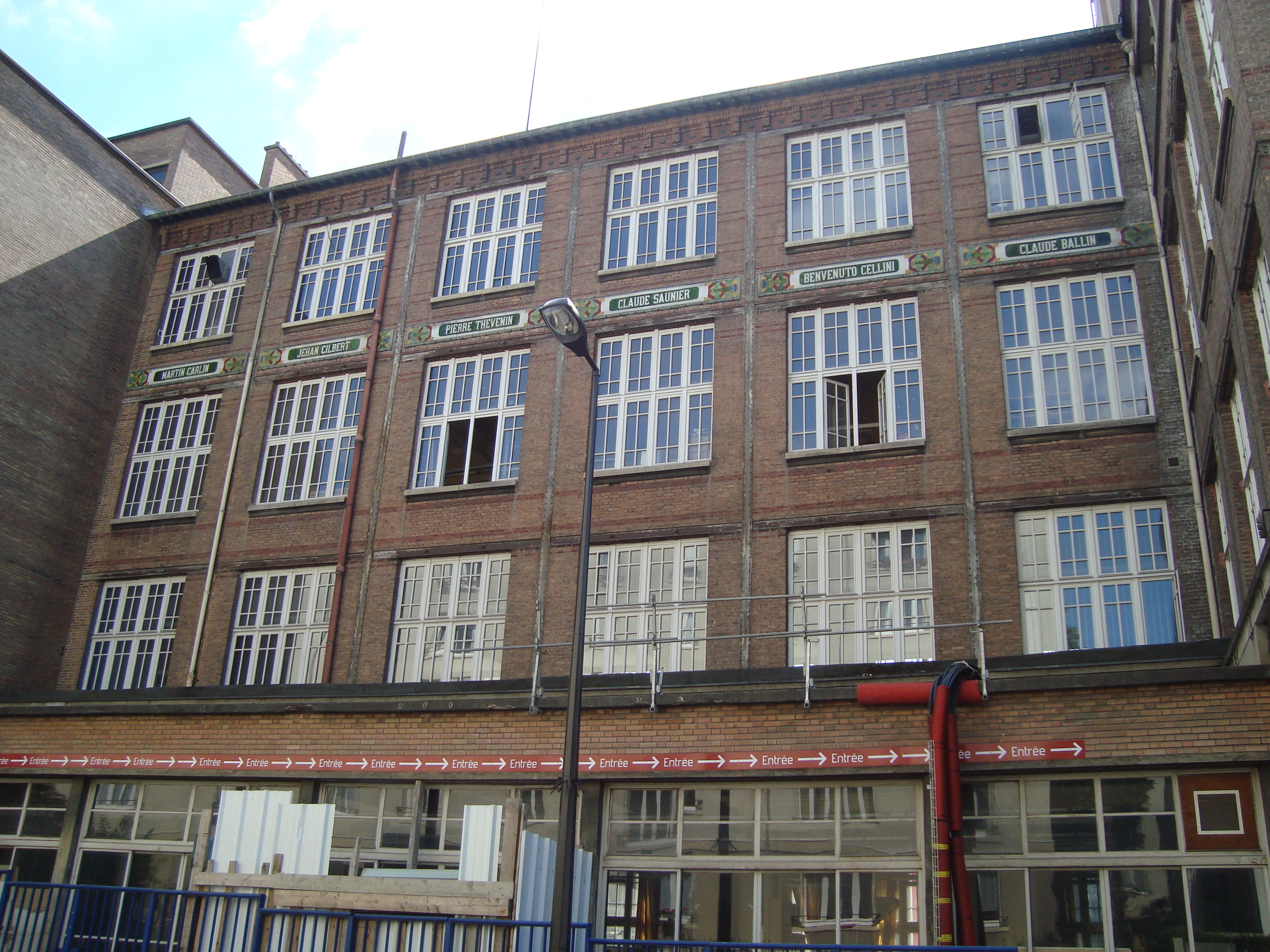
École Boulle, Paris

Né du mariage de Félix André Girard (1853-?) et de Denise Léonide Charlotte Gence (1862-1925), Charles Gir est employé d'une librairie de Tours avant de s'échapper à vélo à Paris où il suit les cours de l'École Boulle et de l'École supérieure de dessin et de modelage Germain-Pilon. Il commence rapidement à fréquenter l'Opéra Garnier avec une assiduité quotidienne qui durera dix-sept années (il y rencontrera son épouse Jeanne Fusier-Gir)pour devenir un peintre et un caricaturiste très en vogue au moment de la Belle Époque et jusque dans les années 1920.
Installé au 17, Rue Catherine-de-La-Rochefoucauld dans le 9e arrondissement de Paris, il commence à se faire connaître grâce à des affiches de théâtre ; il illustre également plusieurs ouvrages littéraires, dont Chantecler, d'Edmond Rostand.
Il monte un atelier de productions graphiques regroupant des dessinateurs, l'« Atelier Charles Gir » à partir de 1900. Il travailla pour L'Assiette au beurre et pour Paris-Journal, entre autres périodiques, et il est sans doute à l'origine du mensuel illustré Comica (1908-1909).

Quelques portraits dessinés par Charles Gir
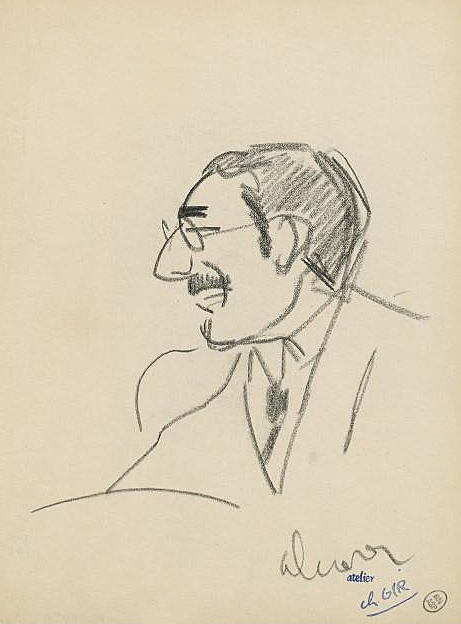
Pierre Alcover
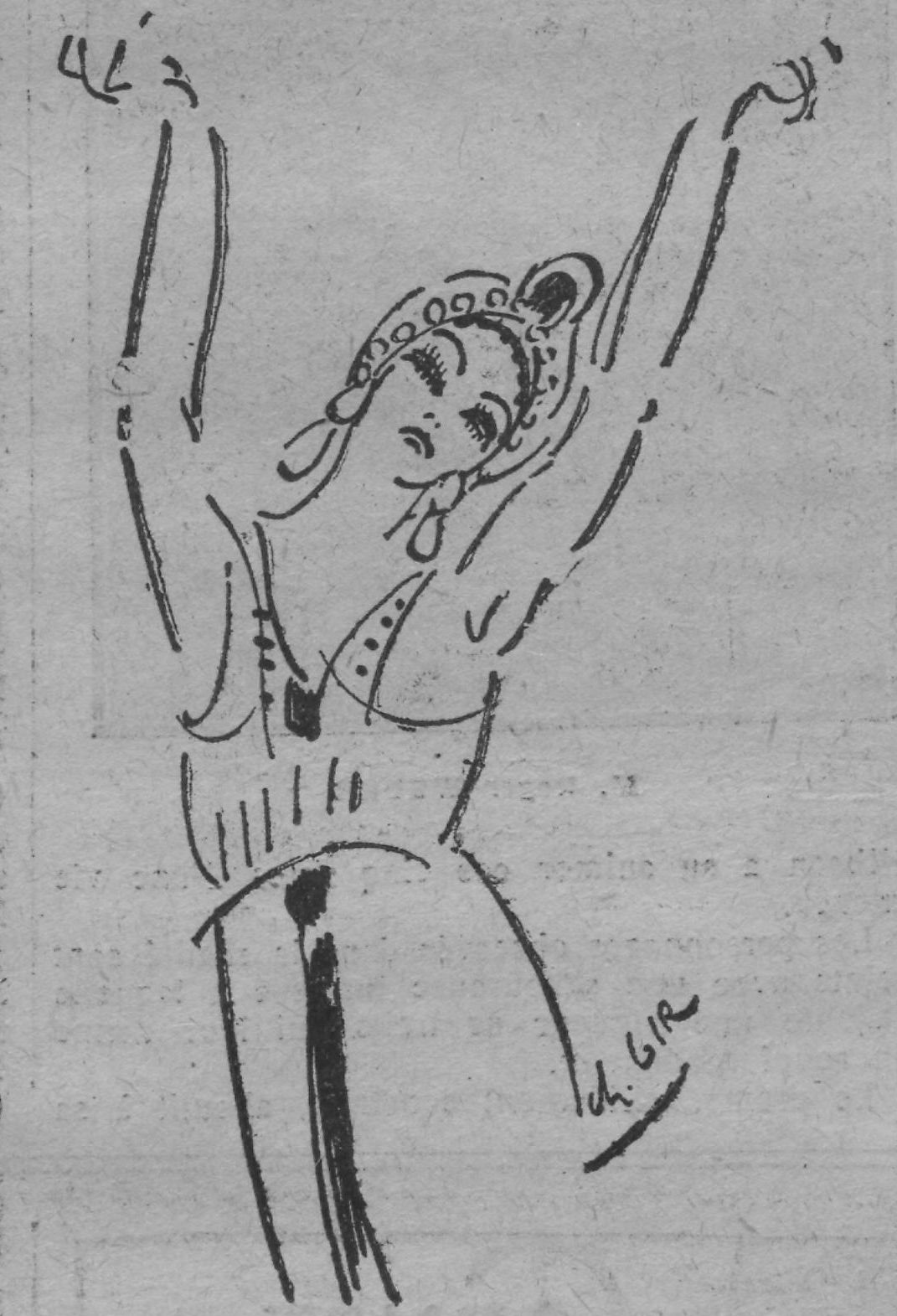
Yvonne Daunt
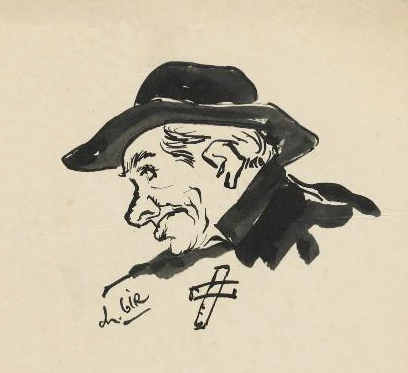
Maurice de Féraudy
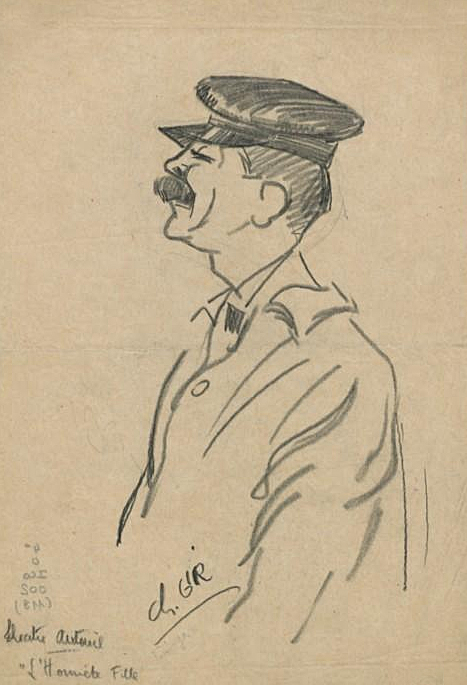
Gabriel Nigond
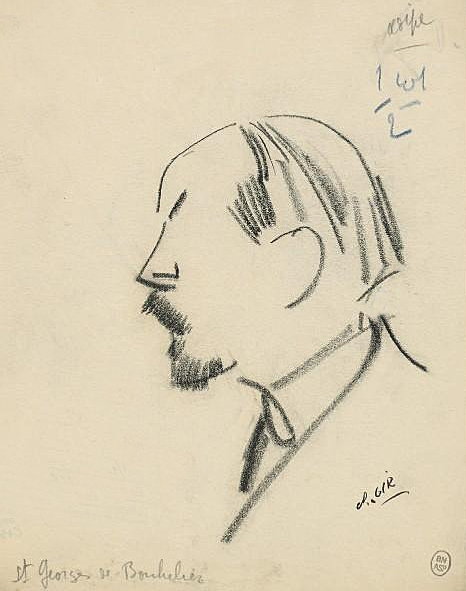
Saint-Georges de Bouhelier

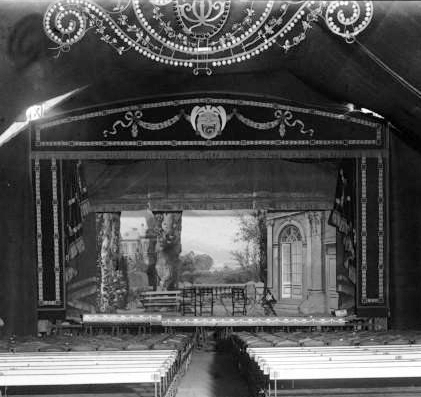
Le Théâtre national ambulant de Firmin Gémier, 1911

Charles Gir accompagne en 1911 la tournée du Théâtre national ambulant de Firmin Gémier (un théâtre de 1.650 places déplacé par voie de chemin de fer), et en demeure un témoin essentiel en en rédigeant le Journal de route qu'il publie dans Comœdia. 

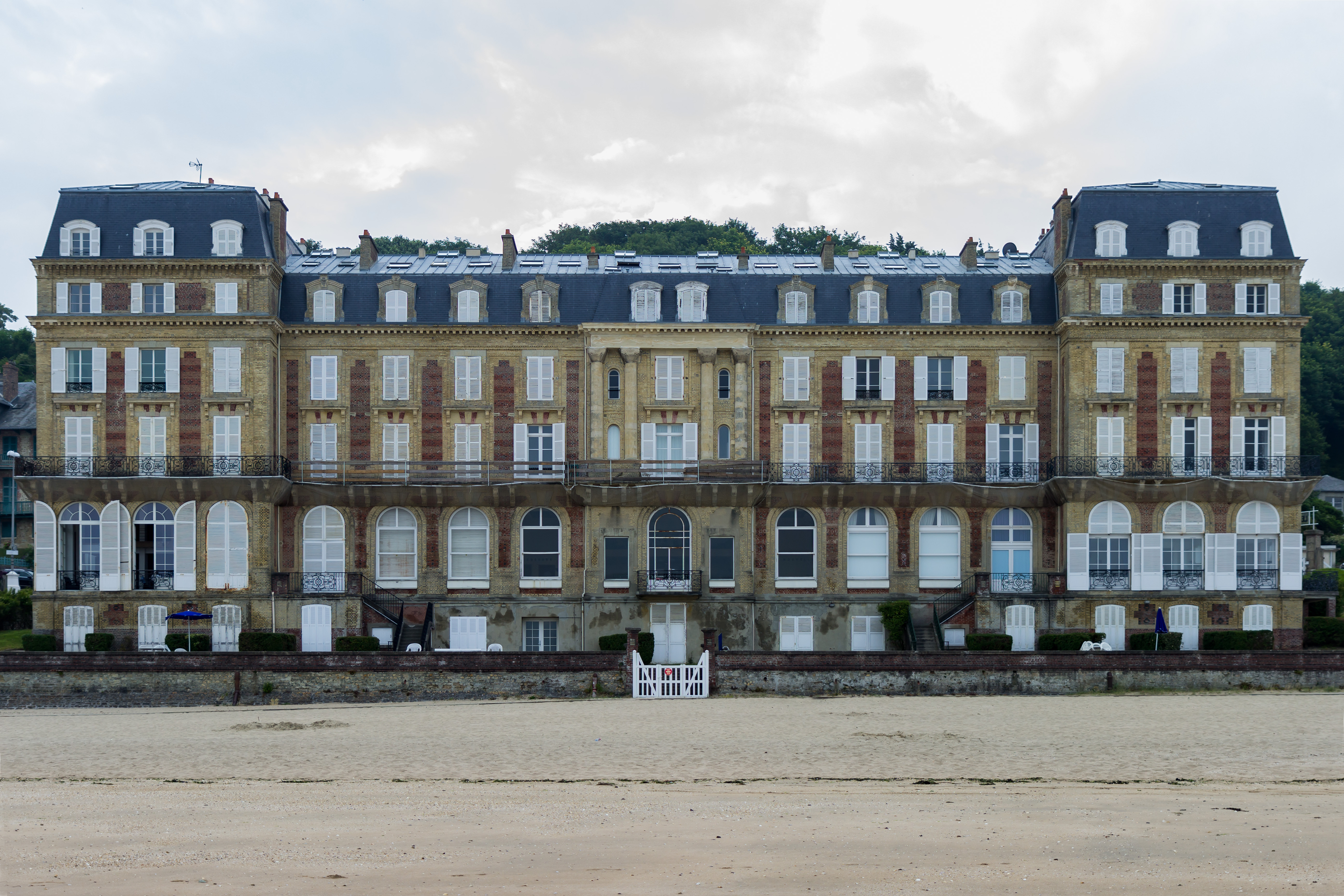
Hôtel des Roches Noires, Trouville-sur-Mer

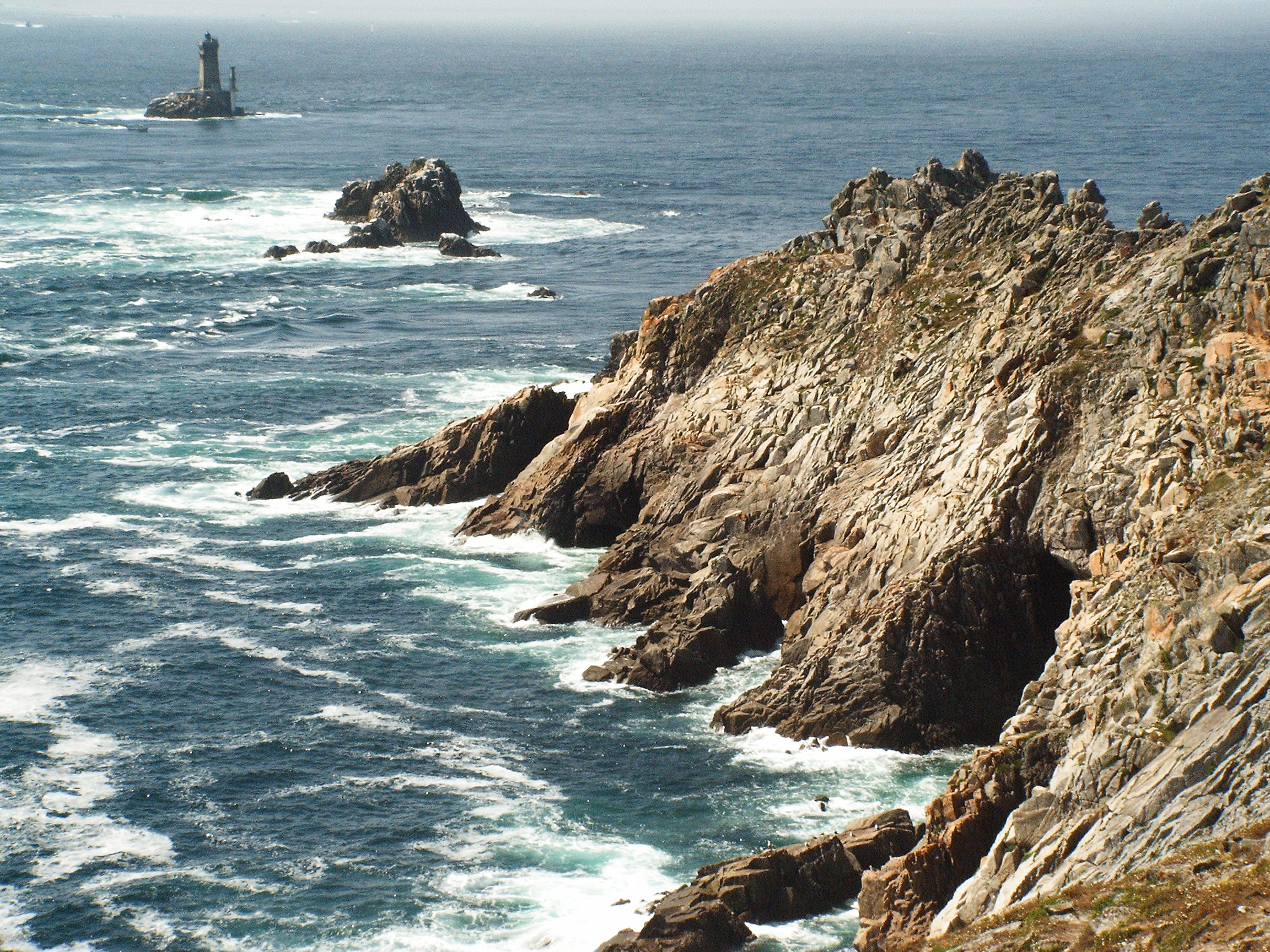
La Pointe du Raz

Il est l'auteur des trois frises qui ornent le hall de l'immeuble Les Roches Noires à Trouville-sur-Mer, qui était un hôtel de luxe, et qui fut vendu par lots d'appartements après la Seconde Guerre mondiale.
Après un séjour en 1926 au Maroc, notamment à Marrakech, qui nous est restitué par des toiles et des aquarelles figurant dans l'œuvre peint, Charles Gir acquiert un atelier à Grisy-les-Plâtres : « Mes parents ont acheté cette ferme de village en 1929, confirme le fils de l'artiste. Mon père a tout de suite pris possession de l'écurie dont il a triplé le volume en supprimant les greniers. Il a éclairé ce vaste espace en découpant, dans le toit, des verrières qui le reliaient au ciel. il avait ainsi aménagé sont nid de travail, de rêve et de vie ». Si depuis là il dessine et peint dans les années 1930 des vues des villages voisins (les églises de Bréançon, Livilliers, Theuville), nous sont alors évoqués, encore par son fils, ses fréquents séjours en Bretagne : « Il portait une vareuse de pêcheur breton faite par la couturière de Saint-Guénolé dans de la toile de voile rouge-saumon, selon la coutume de ce pays de mer sauvage. Dans ma petite enfance, nous allions souvent à la Pointe du Raz ; les peintres aimaient les couleurs changeantes de la Bretagne, bousculées par le vent violent. Mon père aimait aussi les pêcheurs aux gestes lents et mesurés, les femmes vêtues de noir et coiffées de dentelles qui s'agrippaient à la terre de la lande pour retrouver les moutons cachés dans la bruyère et les ajoncs. Il se liait facilement, dessinait tout le temps, dans les dunes, sur les rochers, aux kermesses, au bistro ».
Également sculpteur, Charles Gir est l'auteur d'un Don Quichotte qu'il avait terminé avant de mourir en 1941, mais qui n'a pu être livré à son commanditaire, la famille régnante d'Espagne d'avant la Guerre civile. Il en a été édité un bronze actuellement exposé à Cergy depuis 1978. Gir signe également le monument commémoratif de Giacomo Meyerbeer à Spa, le musicien ayant effectué plusieurs séjours dans cette ville d'eaux très en vogue à l'époque.
Il épousa le 12 octobre 1911 la comédienne Jeanne Fusier-Gir (1885-1973) qui joua beaucoup dans le répertoire de Sacha Guitry et dont la filmographie prolifique court de 1909 à 1966. Ils eurent deux enfants : une fille, Françoise  et un fils, François Gir (1920-2003) qui fut réalisateur de cinéma et de télévision. Charles, mort à l'hôpital de Bordeaux le 22 mars 1941, Jeanne et François sont tous trois inhumés au cimetière de Grisy-les-Plâtres où ils possédaient une résidence secondaire.

## Œuvre

### Dessins de portraits
Charles Gir a dessiné de nombreux portraits dont ceux de Pierre Alcover, Alexandre Arquillière, Joséphine Baker, Henri Bernstein, Richard Boleslawski, Aïda Boni, victor Boucher, Damia, Lucienne Bréval, André Brulé dans le rôle d’Arsène Lupin au Théâtre de l'Athénée, Francis Carco, Charlotte Clasis, Jean Cocteau, Yvonne Daunt, Maurice Donnay, Dorville, Dranem, Alexandre Dréan, Charles Fallot, Maurice de Féraudy, Catherine Fonteney, Jeanne Fusier-Gir, André Gailhard, Firmin Gémier, Régis Gignoux, Georges Grand, Edmond Guiraud, Tamara Karsavina, André de Lorde, Jacques Louvigny, Andrée Marly dans La Revue au Bataclan, Andrée Mégard, Yves Mirande, Paul Mounet, Gabriel Nigond, Jean Noté, Anna Pavlova, Raymond Poincaré, Jacques Richepin, François Ruhlmann, Saint-Georges de Bouhélier, Saint-Granier, Gabriel Signoret dans le film La Rafale de Jacques de Baroncelli en 1920, Aimée Tessandier, Marie Ventura, Maurice Yvain, Carlotta Zambelli.

Quelques autres portraits dessinés par Charles Gir
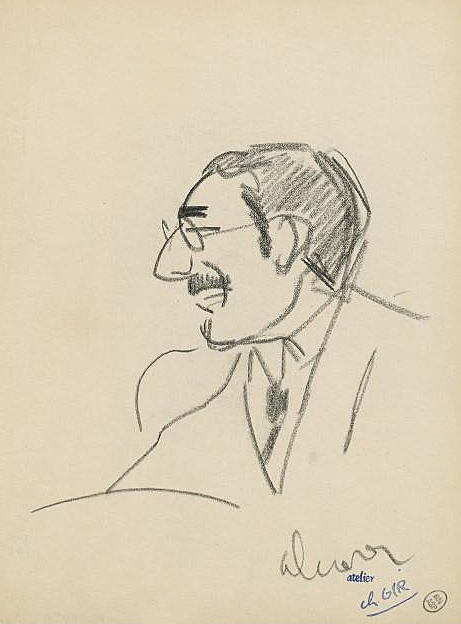
Pierre Alcover
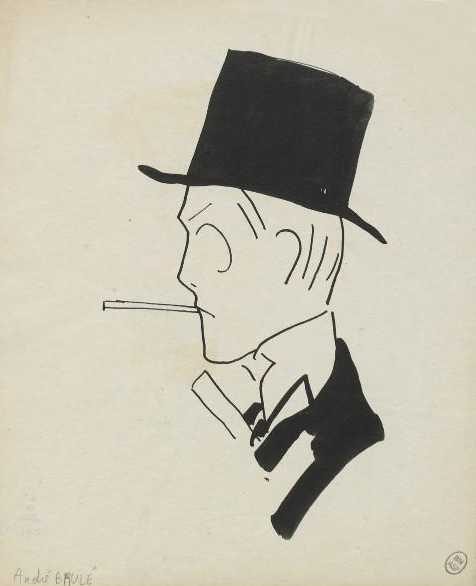
André Brulé
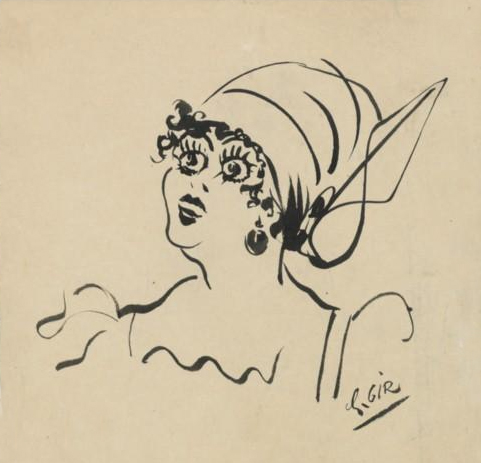
Charlotte Clasis
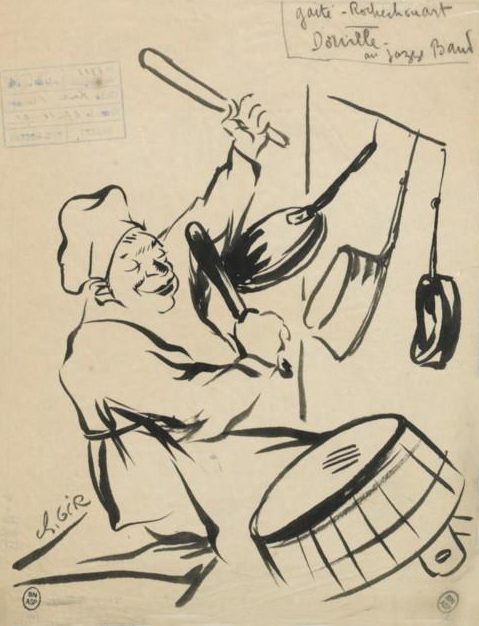
Dorville
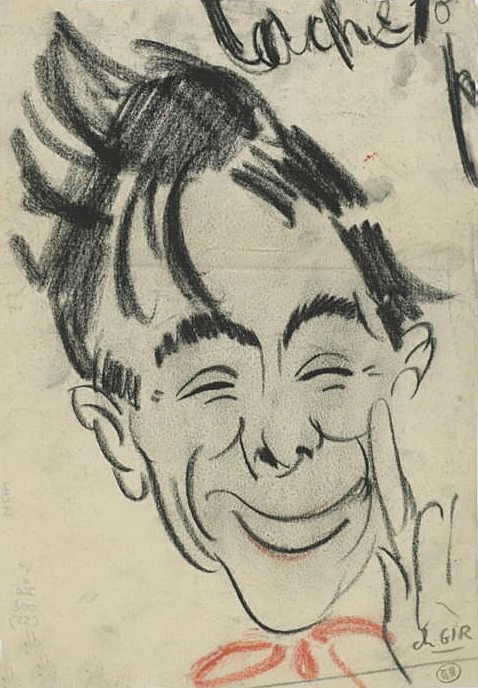
Alexandre Dréan
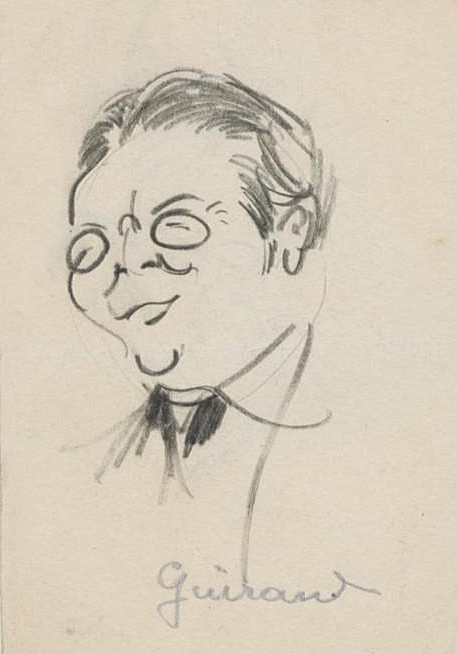
Edmond Guiraud
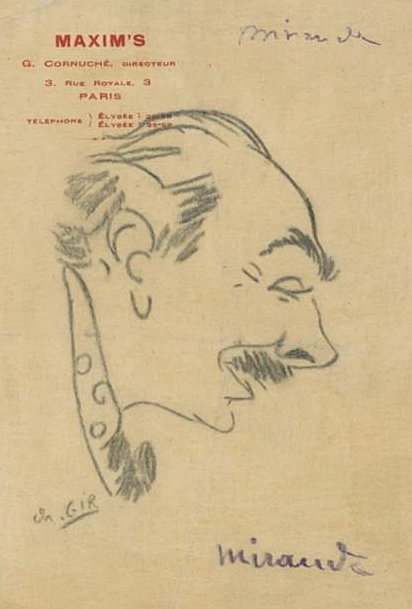
Yves Mirande, collection B.N.F.
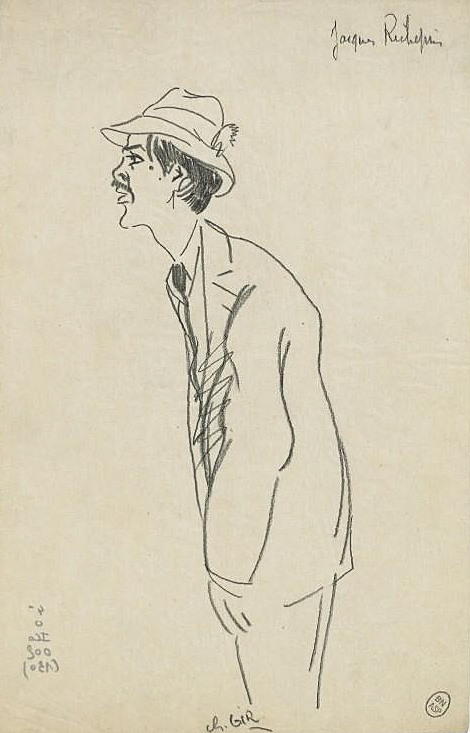
Jacques Richepin
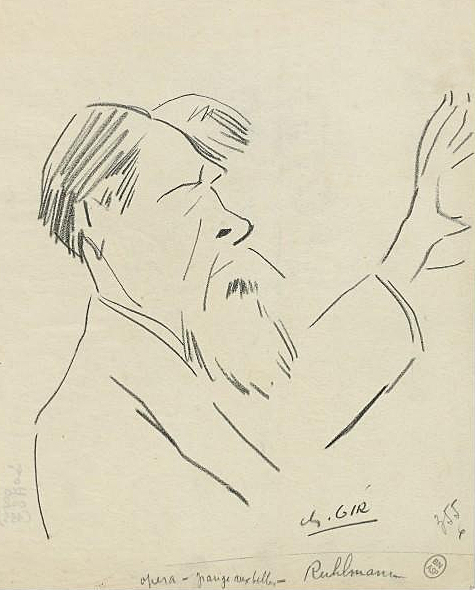
François Ruhlmann
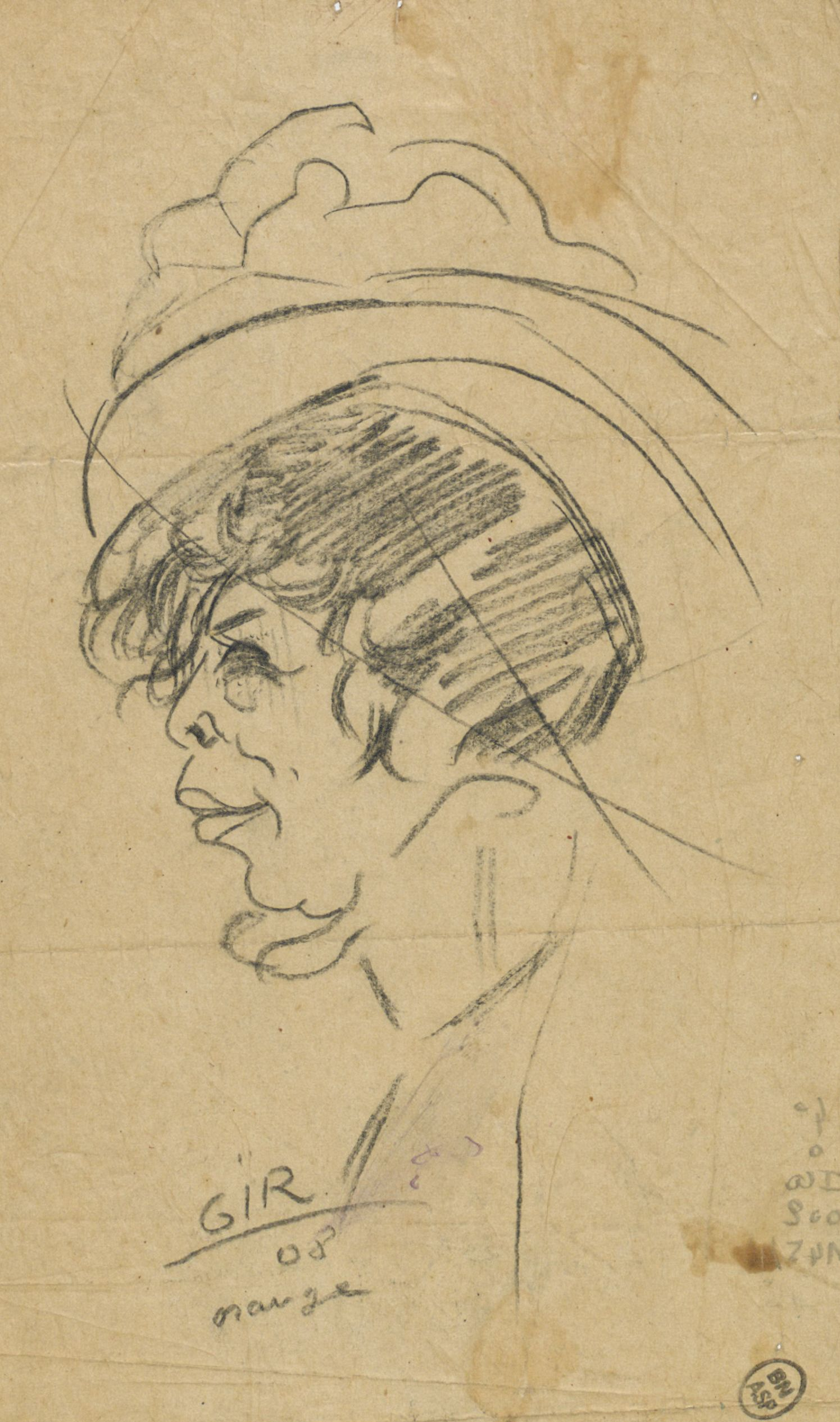
Aimée Tessandier

### Sculptures

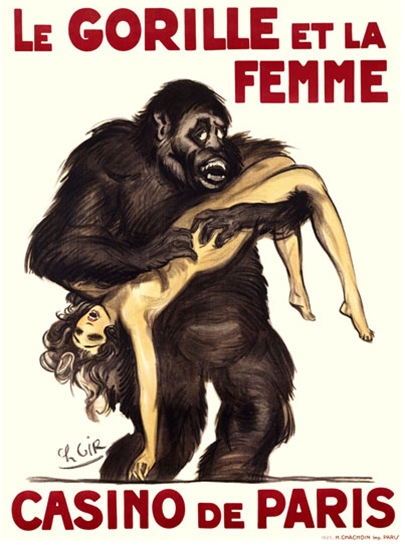
Le gorille et la femme, Casino de Paris, 1925

- Le ballet de Coppélia, statuettes inspirées de Coppélia ou la fille aux yeux d'émail de Léo Delibes, vers 1910[23].
- La Ballerine, bronze, avant 1914[1].
- Soldat avec son barda, bronze, projet pour un monument aux morts[24].
- "Roulante" embourbée tirée par des bêtes, bronze, 1918[25],[26].
- Femme Ouled-Nail, bronze doré, fonte d'Alexis Rudier, vers 1924[3].

### Affiches
- Le gorille et la femme, Casino de Paris, 156x116cm, 1925.
- Bal du Grand Prix à l'Opéra - Samedi 23 juin on dansera dans la nuit bleue, années 1930[27].
- Missia, vedette des disques Columbia, vers 1935.
- Loterie nationale, 1936.
- Gala de l'Union des artistes au Lido, imprimerie A. Karcher, Paris, 159x120cm. Gala au profit du Secours national et de l'Union des artistes, sous la présidence de Sacha Guitry, 4 juillet 1942.

### Contributions bibliophiliques
- Alfred Edwards, Clique Claques - Album de romances illustrées sur les célébrités contemporaines, portraits dessinés par Charles Gir de Giovanni Boldini, Alfred Capus, Maurice de Féraudy, Jean-Louis Forain, Ève Lavallière, Octave Mirbeau, Pie X, Auguste Rodin, Sarah Bernhardt, Sem, Tristan Bernard, Jean Schmit éditeur, Paris, 1912.
- Maurice Dekobra, Les Halles, 33 lithographies de Charles Gir, 300 exemplaires numérotés, André Delpeuch éditeur, Paris, 1924[28].
- Maurice Dekobra, Luxures (poèmes), illustrations de Charles Gir, Éditions d'art des Tablettes, Paris, 1924.
- André Sauger, La vie est belle, 51 dessins de Charles Gir, édition originale constituée de 120 exemplaires numérotés, André Delpeuch éditeur, Paris, 1927.
- Anna Johnsson (1885-1975), danseuse-étoile de l'Opéra de Paris, Chaussons roses et tutus blancs - Mémoires, André Delpeuch éditeur, Paris, 1930.
- Charles Gir (texte et dessins), La Halle aux vins, lithographies sur le thème des vignerons et du vin, 52 feuillets sous chemise-couverture, 300 exemplaires numérotés et signés, 1939.

### Œuvre disparue
Charles Gir, à l'instar de Paul Colin et Marcel Vertès, a par une peinture sur panneau mural contribué en 1928 aux ornements du théâtre du Perchoir, au 43 rue du Faubourg-Montmartre à Paris, dans le cadre des travaux de rénovation et de réouverture de celui-ci sous le nom de théâtre de la Caricature. Le site est aujourd'hui disparu.

## Expositions

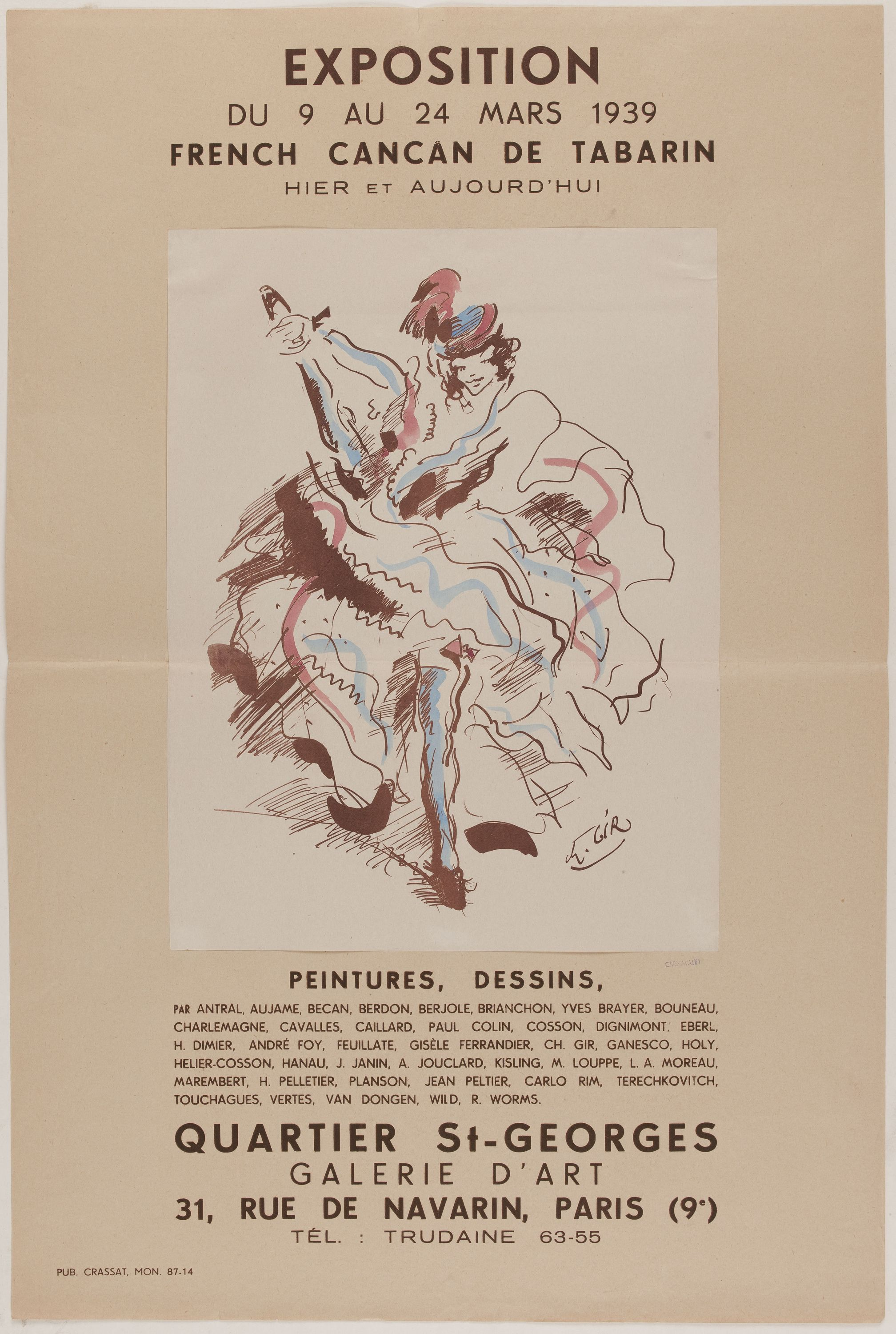
French Cancan de Tabarin, affiche d'exposition, 1939

### Expositions personnelles
- Charles Gir et le monde du théâtre, musée Camille-Pissarro, Pontoise, février-avril 1983[2].
- Charles Gir, œuvres de son atelier, salle des fêtes de Grisy-les-Plâtres, juin 2011[13].
- Vente de l'atelier Charles Gir, Aponem, Génicourt, 15 décembre 2022[10],[30].

### Expositions collectives
- Société coloniale des artistes français - Salon des artistes français, Grand Palais, Paris, 1924[3].
- French Cancan de Tabarin, hier et aujourd'hui - Peintures, dessins : Jean Aujame, Bécan, Émile Bouneau, Yves Brayer,Jules Cavaillès, Paul Charlemagne, Paul Colin, André Dignimont, Raymond Feuillatte, André Foy, Charles Gir, Adrienne Jouclard, Kostia Terechkovitch, Louis Touchagues…, Galerie d'art du quartier Saint-Georges, 31, rue de Navarin, Paris, mars 1939 (affiche illustrée d'une œuvre de Charles Gir).
- Participations non datées : Salon d'automne, Salon des indépendants, Salon des humoristes, Paris, après 1918.

## Réception critique
- « Un artiste original qui a traité avec une indulgence narquoise tous les sujets, la guerre, le théâtre, la mode, la politique. Ami de Raoul Dufy, de Jehan Rictus, de Francis Carco et de Roland Dorgelès, peintre et sculpteur, Gir est avant tout illustrateur, et ses affiches de théâtre sont bien connues. Cette discipline du graphisme ferme et ces couleurs en aplats, peu nombreuses, donnent un caractère particulier à ses scènes familières à la gouache ou à l'huile. » - Géral Schurr[31]
- « Il réalisa de nombreux croquis de danseuses et de caricatures, les portant, après les spectacles de sa femme, aux journaux auxquels il collaborait. Il se fit surtout connaître pour ses affiches de théâtre. » - Dictionnaire Bénézit[2]

## Conservation

### Collections publiques

#### États-Unis
- New York, Brooklyn Museum, Danseuse lisant, pastel 35x27cm, ancienne collection Edward C. Blum (en)[32].

#### France
- Paris :
  - Bibliothèque historique de la ville de Paris (collections de l'Association de la Régie théâtrale), hôtel d'Angoulême Lamoignon, dessins[33].
  - Bibliothèque nationale de France, département des Arts du spectacle : fonds de 108 dessins, principalement des caricatures de personnalités croquées au crayon ou à l'encre sur papier[34].
  - Musée du Barreau de Paris, L'avocat, dessin[35].
  - Musée Carnavalet :
    - Portrait en pied de Max Dearly (1874-1943), acteur, tenant le rôle de Saint-Guillaume dans "Chonchette", opéra-bouffe de Claude Terrasse, statuette[36].
    - Loterie nationale, affiche lithographique, 1936[37].

  - Musée de Montmartre[38].
- Pontoise, Musée Camille-Pissarro, Élégantes[2].
- Thiepval, Musée Historial de la Grande Guerre, Soldat avec son barda, bronze[24].
- Troyes, Musée d'Art moderne, Scène de bataille en Champagne, huile sur toile, 1918.

### Espace public

#### Belgique
- Spa, parc des Sept-Heures, Giacomo Meyerbeer, bronze monumental, fonte d'Alexis Rudier, 1912[15],[16].

#### France
- Cergy-Pontoise, place de la Préfecture, Don Quichotte, bronze monumental : commandé par le roi d'Espagne Alphonse XIII en 1930, le projet est abandonné avec la guerre civile et l'œuvre sera installée à Cergy-Pontoise en 1978[39],[13].
- Saint-Amour (Jura), La pleureuse et le poilu, monument aux morts, place d'Armes[40],[41],[42].
- Vouvray (Indre-et-Loire), cimetière communal, monument aux morts, 1921[40],[43].

## Hommages
- La Maison des associations de Grisy-les-Plâtres, inaugurée en septembre 2012, a reçu le nom de « Charles Gir, peintre-sculpteur et Jeanne Fusier-Gir, comédienne »[44].

## Galerie

Caricatures par Charles Gir conservées à la Bibliothèque nationale de France
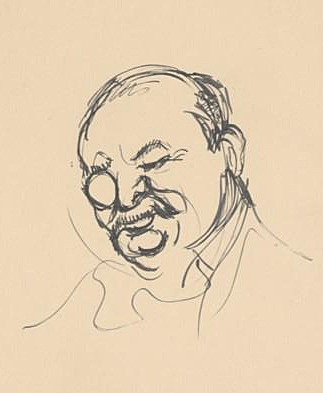
Alexandre Arquillière.
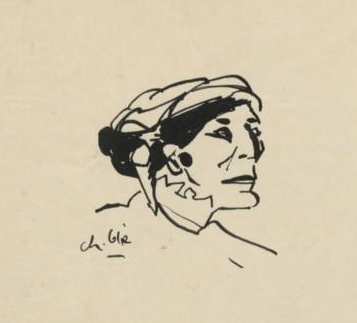
Catherine Fonteney dans “Vautrin” d'Edmond Guiraud à la Comédie-Française (1922).
Au bal tricolore, Jean Noté chante la Marseillaise.
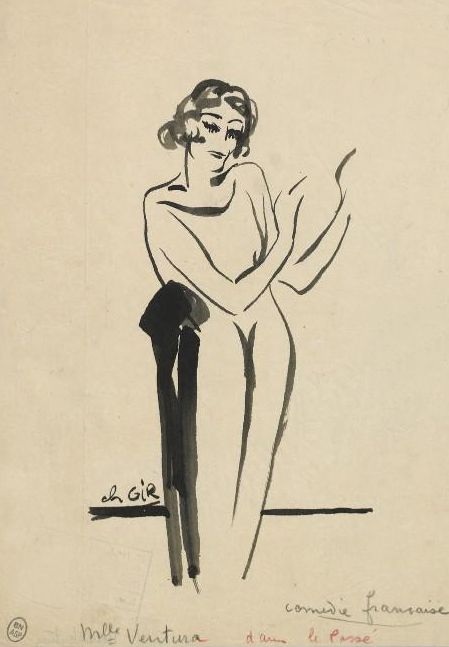
Marie Ventura dans “Le Passé” à la Comédie-Française (1921).